# Бамја
„Бамја” је југословенски и македонски ТВ филм из 1969. године. Режирао га је Бранко Гапо а сценарио је написао Дмитар Шолев.

## Улоге
| Глумац         | Улога |
| -------------- | ----- |
| Мери Бошкова   |       |
| Киро Ћортошев  |       |
| Ацо Јовановски |       |